# (154141) Kertész
(154141) Kertész, désignation internationale (154141) Kertesz, est un astéroïde de la ceinture principale.

## Description
(154141) Kertesz est un astéroïde de la ceinture principale. Il fut découvert le 12 mars 2002 par Krisztián Sárneczky sur des images NEAT prises à Palomar. Il présente une orbite caractérisée par un demi-grand axe de 3,03 UA, une excentricité de 0,16 et une inclinaison de 1,3° par rapport à l'écliptique.

## Compléments